# 藤崎宮前停留場
藤崎宮前停留場（ふじさきぐうまえていりゅうじょう）は、かつて熊本県熊本市広町（現・中央区坪井2丁目）にあった熊本市交通局の停留場（廃駅）である。

## 構造
幹線と坪井線、それぞれ相対式2面2線であった。

## 歴史
- 1924年（大正13年）8月1日 - 幹線・熊本駅前 - 浄行寺町間開業と共に廣町停留場として開業。
- 時期不明 - 藤崎宮前停留場へ改称。
- 1954年（昭和29年）10月1日 - 熊本電気鉄道から軌道線を譲受して坪井線として藤崎宮前 - 上熊本駅前間開通、坪井線の停留場として開設。
- 1970年（昭和45年）5月1日 - 坪井線全線廃止。
- 1972年（昭和47年）3月1日 - 幹線・水道町 - 浄行寺町間の廃止に伴い廃駅となる。

## 現在
- 幹線停留場跡は国道3号の一部になっている。
- 坪井線停留場跡は熊本県道1号熊本玉名線の一部になっている。

## 隣の停留場
熊本市交通局
幹線
白川公園前停留場 - 藤崎宮前停留場 - 浄行寺町停留場
坪井線
藤崎宮前停留場 - 広町停留場